# 河輪町
河輪町（かわわちょう）は静岡県浜松市中央区の町名。丁番を持たない単独町名である。住居表示未実施。

## 地理
浜松市中央区の南東部、河輪地区の中東部に位置する。東で磐田市掛塚・十郎島・川袋、西で長田町、南で三新町、北で東町と接する。

### 河川
- 天竜川
- 安間川

### 学区
小学校・中学校の学区は以下の通りである。
- 浜松市立河輪小学校
- 浜松市立東陽中学校

## 歴史

### 町名の由来
河輪村が浜松市に編入されるまでこの辺りは芋瀬と呼ばれていた。村名である、河輪を残すため芋瀬から改称した。。

### 沿革
- 1879年（明治12年）3月13日 - 芋瀬村の所属郡が豊田郡から長上郡となる。
- 1889年（明治22年）4月1日 - 町村制の施行により、長上郡芋瀬村・中新田村が周辺の村と合併して長上郡河輪村となる。旧村名は河輪村の大字として残る[書籍 2]。
- 1896年（明治29年）4月1日 - 郡制の施行により、河輪村の所属郡が浜名郡に変更となる。
- 1951年（昭和26年）3月23日 - 河輪村が浜松市に編入される。大字芋瀬は河輪町となり、大字中新田は中町へ変更となる。また、大字長十郎新田字川端を編入する[書籍 3]。
- 1969年（昭和44年） - 中町を河輪町に編入する[書籍 3]。
- 2007年（平成19年）4月1日 - 浜松市が政令指定都市となる。河輪町は南区の一部となる。
- 2024年（令和6年）1月1日 - 浜松市の行政区再編により、河輪町は中央区の一部となる。

## 施設
- 臨済宗方広寺派 寳林山 興福寺
- 臨済宗方広寺派 吸光山 長泉寺
- 天泊神社

## 交通

### バス
- 遠鉄バス90・96掛塚線：（浜松駅 方面 - ）河輪（ - 掛塚・豊浜郵便局 方面）

### 道路
- 国道150号（掛塚街道）[書籍 4]
- 静岡県道315号五島天竜川停車場線[書籍 5]
- 静岡県道344号二俣浜松線[書籍 5]
- 浜松市道河輪長田線（天坊堤通り）[WEB 8][WEB 9]
- 浜松市道河輪8号線（中道通り）[WEB 8][WEB 9]
- 浜松市道河輪10号線（まゆの道通り）[WEB 10][WEB 9]
- 浜松市道河輪29号線（芋瀬通り）[WEB 10][WEB 9]
- 浜松市道河輪49号線（元天山通り）[WEB 10][WEB 9]
- 浜松市道河輪55号線（掛塚街道）[WEB 10][WEB 9]
- 浜松市道東町3号線（旧掛塚街道）[WEB 11][WEB 9]
- 浜松市道東町9号線（南海道（みなみかいどう））[WEB 10][WEB 9]

## その他

### 警察
警察の管轄区域は以下の通りである。
| 番・番地等 | 警察署       | 交番・駐在所 |
| ---------- | ------------ | ------------ |
| 全域       | 浜松東警察署 | 富屋町交番   |

### 消防
消防の管轄区域は以下の通りである。
| 番・番地等 | 消防署   | 本署/出張所 |
| ---------- | -------- | ----------- |
| 全域       | 南消防署 | 芳川出張所  |

### 書籍
1. ↑  『わが町文化誌 水と光と緑のデルタ』浜松市南陽公民館、1991年10月22日、32頁。
2. ↑  『浜松市史 三』浜松市役所、1980年3月26日、176頁。
3. 1 2  『わが町文化誌 水と光と緑のデルタ』浜松市南陽公民館、1991年10月22日、32頁。
4. ↑  『わが町文化誌 水と光と緑のデルタ』浜松市南陽公民館、1991年10月22日、63-65頁。
5. 1 2  『わが町文化誌 水と光と緑のデルタ』浜松市南陽公民館、1991年10月22日、69頁。

### WEB
1. ↑  “h02_22.csv”.   総務省 (2022年2月10日). 2024年8月1日閲覧。
2. ↑  “chuouku_menseki.xlsx”.   浜松市 (2024年3月12日). 2024年8月1日閲覧。
3. ↑  “静岡県 浜松市中央区 河輪町の郵便番号 - 日本郵便”.   日本郵便. 2025年2月15日閲覧。
4. ↑  “市外局番の一覧”.   総務省 (2022年3月1日). 2024年8月1日閲覧。
5. ↑  “事業所案内及び管轄地域（事務所3件、分室3件）”.   一般社団法人静岡県自動車会議所. 2024年8月1日閲覧。
6. ↑  “住居表示実施状況／浜松市”.   浜松市 (2024年1月4日). 2024年8月1日閲覧。
7. ↑  “学校名から探す／浜松市”.   浜松市 (2024年1月1日). 2024年8月1日閲覧。
8. 1 2  “kawawa-map-4p.pdf”.   浜松市南陽協働センター (2024年7月5日). 2024年8月6日閲覧。
9. 1 2 3 4 5 6 7 8  “kawawa-map-3p.pdf”.   浜松市南陽協働センター (2024年7月5日). 2024年8月6日閲覧。
10. 1 2 3 4 5  “kawawa-map-2p.pdf”.   浜松市南陽協働センター (2024年7月5日). 2024年8月6日閲覧。
11. ↑  “kawawa-map-5p.pdf”.   浜松市南陽協働センター (2024年7月5日). 2024年8月6日閲覧。
12. ↑  “富屋町交番｜静岡県警察”.   静岡県警察 (2024年1月1日). 2024年8月1日閲覧。
13. ↑  “消防署の町別管轄「か」／浜松市”.   浜松市 (2020年3月25日). 2024年8月1日閲覧。